# 荷西·普素
荷西·普素（José Ángel Pozo la Rosa，1996年3月15日—），西班牙的職業足球運動員，司職前鋒，現時被西甲球隊華歷簡奴外借至卡塔爾星級足球聯賽球隊多哈艾阿里。
荷西·普素曾效力皇家馬德里青年隊5年，直至曼城以£2.4m簽入他。
2014年9月24日，由於沙治奧·阿古路和史提芬·祖維迪 同時受傷，荷西·普素在英格蘭聯賽盃第三圏對戰錫周三進入替補名單， 64分鐘入替耶耶·托尼，並在88分鐘打進職業生涯首個入球。
首次代表曼城在英格蘭足球超級聯賽於2014年12月3日，對戰新特蘭，83分鐘入替沙米·拿斯利。12月13日，對戰李斯特城的比賽，由於艾甸·迪斯高熱身時受傷，故能以正選出場。
2015年8月31日，荷西·普素加盟西班牙足球乙級聯賽艾美利亞並簽約5年。

## 生涯統計
最後更新：2015年12月4日
| 球會     | 球季     | 聯賽               | 聯賽 | 盃賽 | 盃賽 | 歐洲賽 | 歐洲賽 | 其他 | 其他 | 合計 | 合計 |      |
| 球會     | 球季     | 級別               | 出場 | 入球 | 出場 | 入球   | 出場   | 入球 | 出場 | 入球 | 出場 | 入球 |
| -------- | -------- | ------------------ | ---- | ---- | ---- | ------ | ------ | ---- | ---- | ---- | ---- | ---- |
| 曼城     | 2014–15  | 英格蘭足球超級聯賽 | 3    | 0    | 1    | 1      | 0      | 0    | 1    | 1    | 5    | 2    |
| 艾美利亞 | 2015–16  | 西班牙足球乙級聯賽 | 5    | 1    | 3    | 1      | —      | —    | —    | —    | 7    | 1    |
| 生涯合計 | 生涯合計 | 生涯合計           | 8    | 1    | 4    | 2      | 0      | 0    | 1    | 1    | 13   | 3    |

1. ↑  英格蘭聯賽盃表現

## 外部連結
- 足球数据库：荷西·普素的球员统计数据
- Soccerway資料庫：荷西·普素